# Rue Carreterie
La rue Carreterie est une voie de la commune française d’Avignon dans le département du Vaucluse.

## Situation et accès
Elle débute place du Portail Matheron et se termine porte Saint-Lazare

## Origine du nom
Ce nom vient de ce qu'une partie des corroyeurs d'Avignon s'y était établie, Coirateria, Curateria dit l'acte de 1371, en vertu duquel on transféra dans cette rue et sur la place des Carmes le marché aux cuirs, qui se tenait auparavant dans la rue des Fourbisseurs et aux alentours de l'église Notre-Dame-la-Principale.

## Historique
Le premier nom de cette rue d'Avignon est référencé au cours du XIVe siècle comme carreiria Cadrigerariorum, la « rue des Charretiers ». Cette voie importante - elle était la seule à mener directement d'une porte des remparts au palais des papes - se vit désignée, en 1392, comme la Carrieria magna vocatur la Carataria. Elle fut pendant longtemps le principal accès urbain en venant du Comtat Venaissin ou de la berge orientale du Rhône, et fut à ce titre le passage obligé de nombreux cortèges officiels lors des fastueuses réceptions d'hôtes de marque dans Avignon.
Tout ce quartier était protégé par le rempart Saint-Lazare construit depuis 1364, après que les habitants de la Carreterie eurent versé 1 000 florins pour l'achèvement de sa construction et sa poursuite jusqu'au "grand hôpital Saint-Bernard". En 1568, la population, inquiète d'une possible attaque des Huguenots, finança la construction d'un ravelin pour mieux protéger l'entrée de la Porte Saint-Lazare. Celui-ci fut ensuite réparé et restauré en 1604 et 1621.

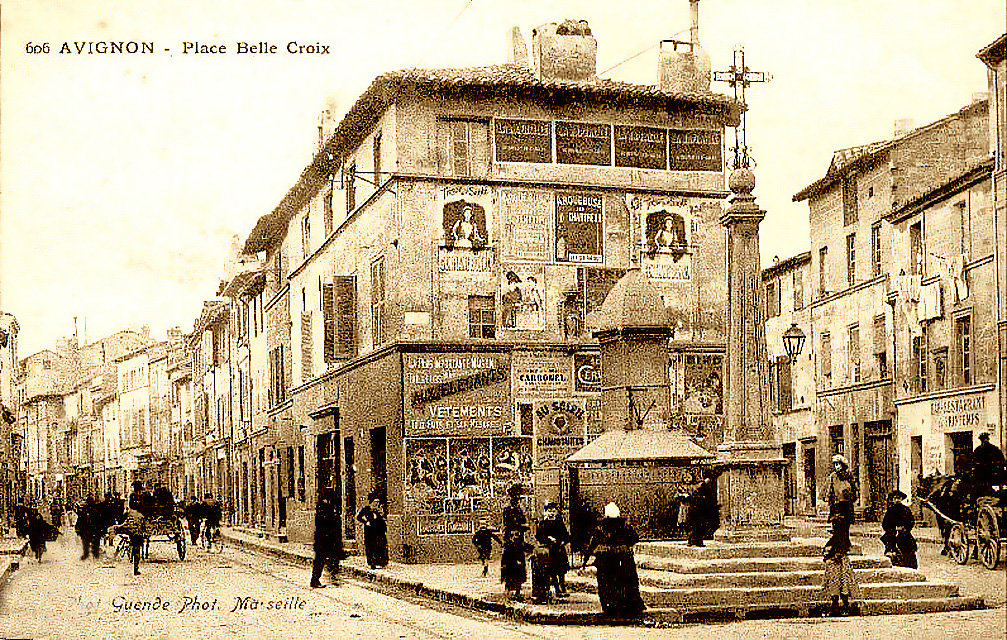
Place de la Belle Croix

Ce fut au cours du XVe siècle qu'apparut une nouveauté architecturale dans la cité papale, les « croix des carrefours » ou « croix couvertes » car placées sous une voûte supportée par des piliers. Avignon compta jusqu'à sept de ces « Belles Croix » et celle de la Carreterie était considérée comme la plus belle. Autre particularité de cette rue, l'importance et le nombre de « maisons à auvents ». Mais elles furent toutes démolies et rasées après les arrêtés du Conseil de la Ville datés de 1562 et 1568.

## Bâtiments remarquables et lieux de mémoire
- no 3 : La maison natale d'Henri Bosco (1881-1976)[8].
- no 20 : Le clocher des augustins, construit entre 1372 et 1377 domine la rue. C'était celui de l'église de cet ordre mendiant établi ici en 1261, hors de la première enceinte médiévale qui s'ouvrait par le Portail Matheron. Une première horloge publique y fut placée en 1497. À la suite du tremblement de terre de 1907, le clocher s'est légèrement penché[2].
- no 29 : Tout près de la Place des Carmes, existe encore mais très dégradée la porte gothique de l'ancien couvent des carmes construite au cours du XVe siècle[2].
- no 42 : Maison natale du patriote Lescuyer assassiné par les papistes le 16 octobre 1791, meurtre qui déclencha le Massacre de la Glacière[9].
- no 50 : Ancien Hôtel des Trois-Mulets, appartenant à la famille Peytavin, et où se réunissaient les patriotes avignonnais[9].
- no 118 : Ancienne chapelle des Pénitents Rouges fondée en 1700. Sa façade est méconnaissable[9](mention de 1958 aujourd'hui dépourvue de sens, l'immeuble en cause ayant été entièrement démoli dans les années 1980).
- Carrefour de la rue Carreterie et de la rue des Infirmières : c'est ici que se trouvait la « Belle Croix », attestée dès 1426. Elle fut reconstruite en « bonne pierre d'Ambrun[10] » aux frais de la Confrérie de Notre-Dame de la Major, en 1597. Cette croix couverte fut démolie en 1792[9].
- no 139 : Sur cet emplacement se trouvait le « Jardin des Médecins ». Il avait été créé en 1745 par le collège des docteurs agrégés de la Faculté de Médecine. Assez vaste, il s'étendait jusqu'au remparts Saint-Lazare. Vendu comme bien national lors de la Révolution, il fut remplacé par le « Jardin des Plantes », actuel square Agricol Perdiguier[9].

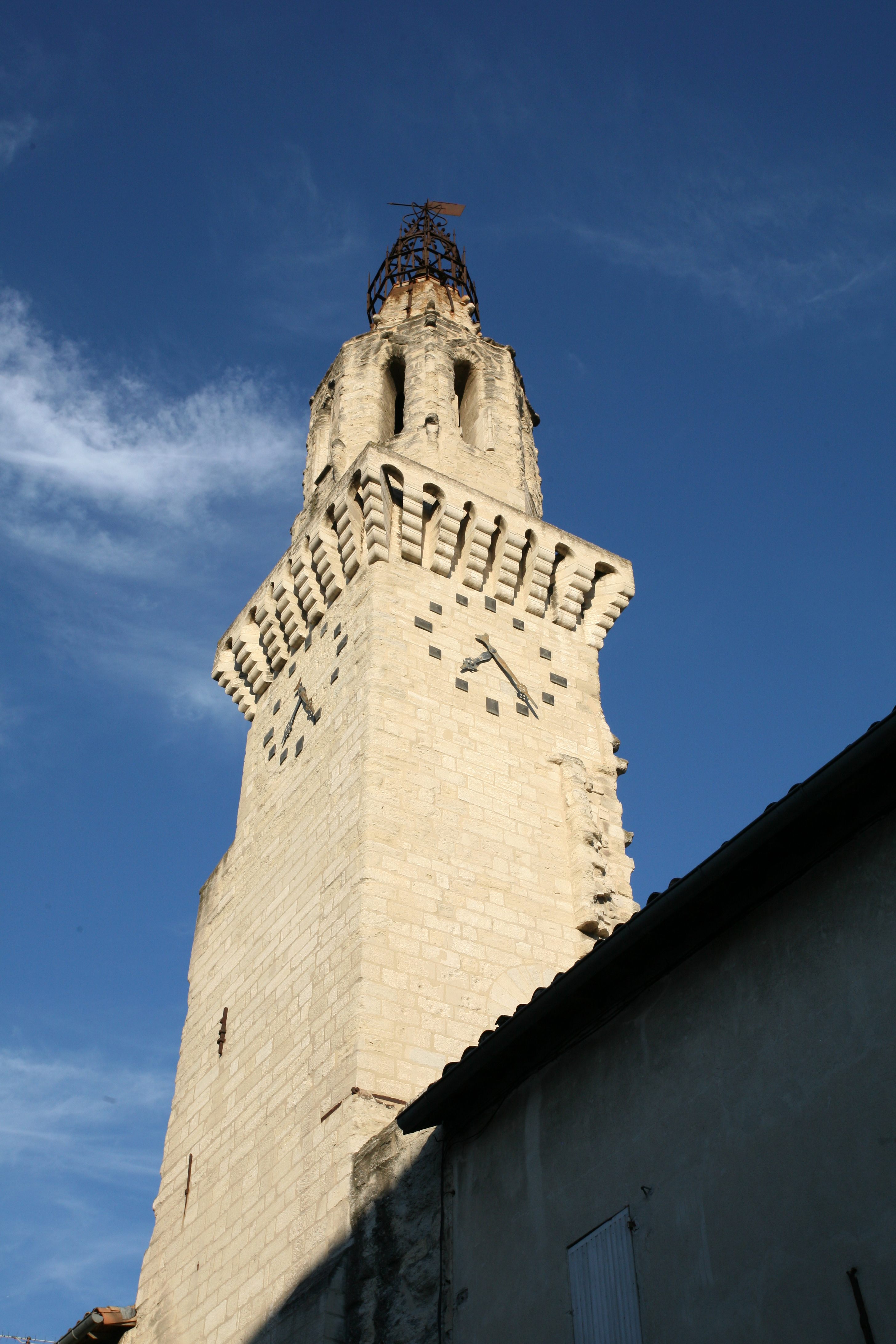
Clocher penché du couvent des Augustins
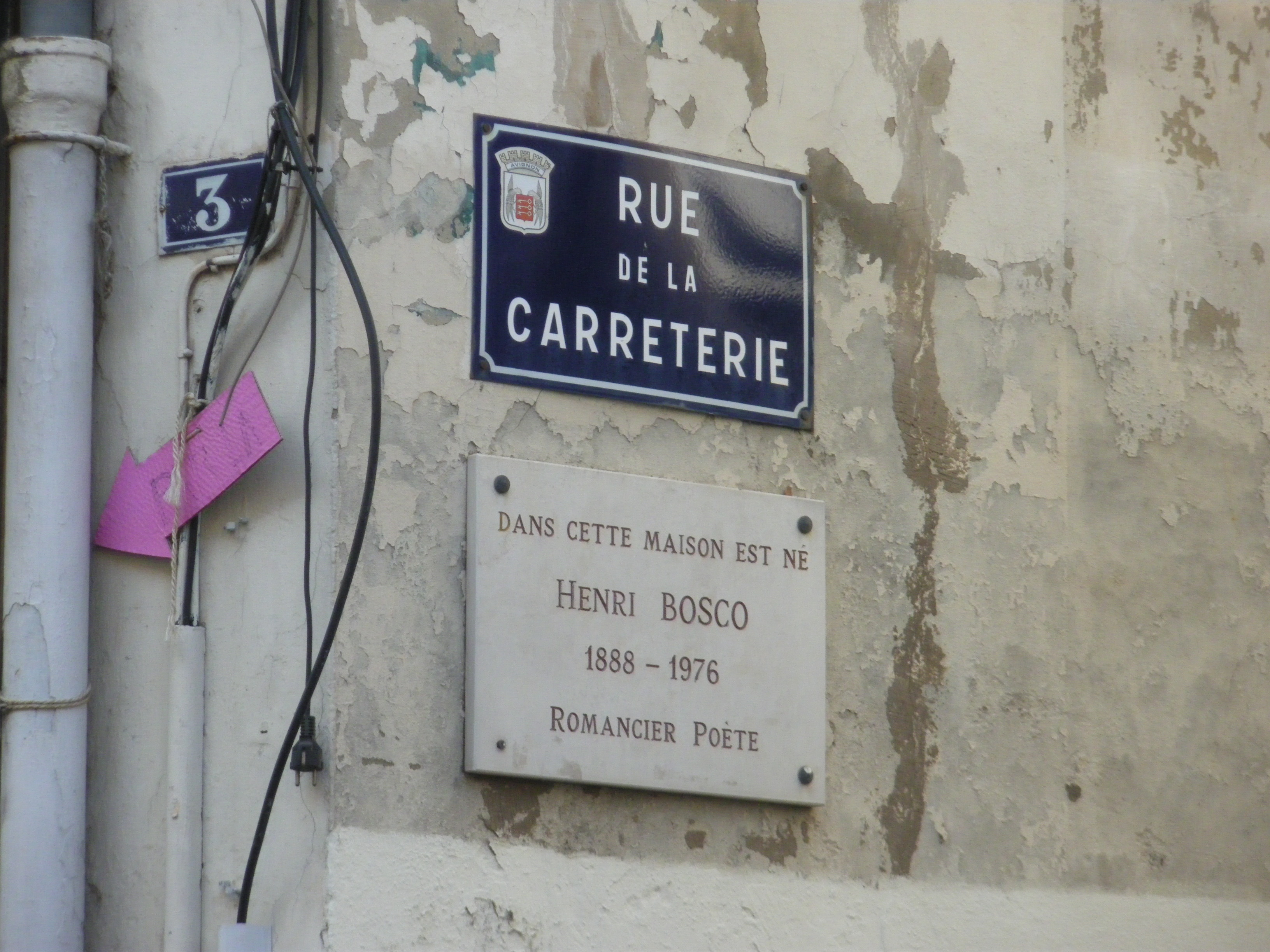
Plaque de la Maison natale d'Henri Bosco
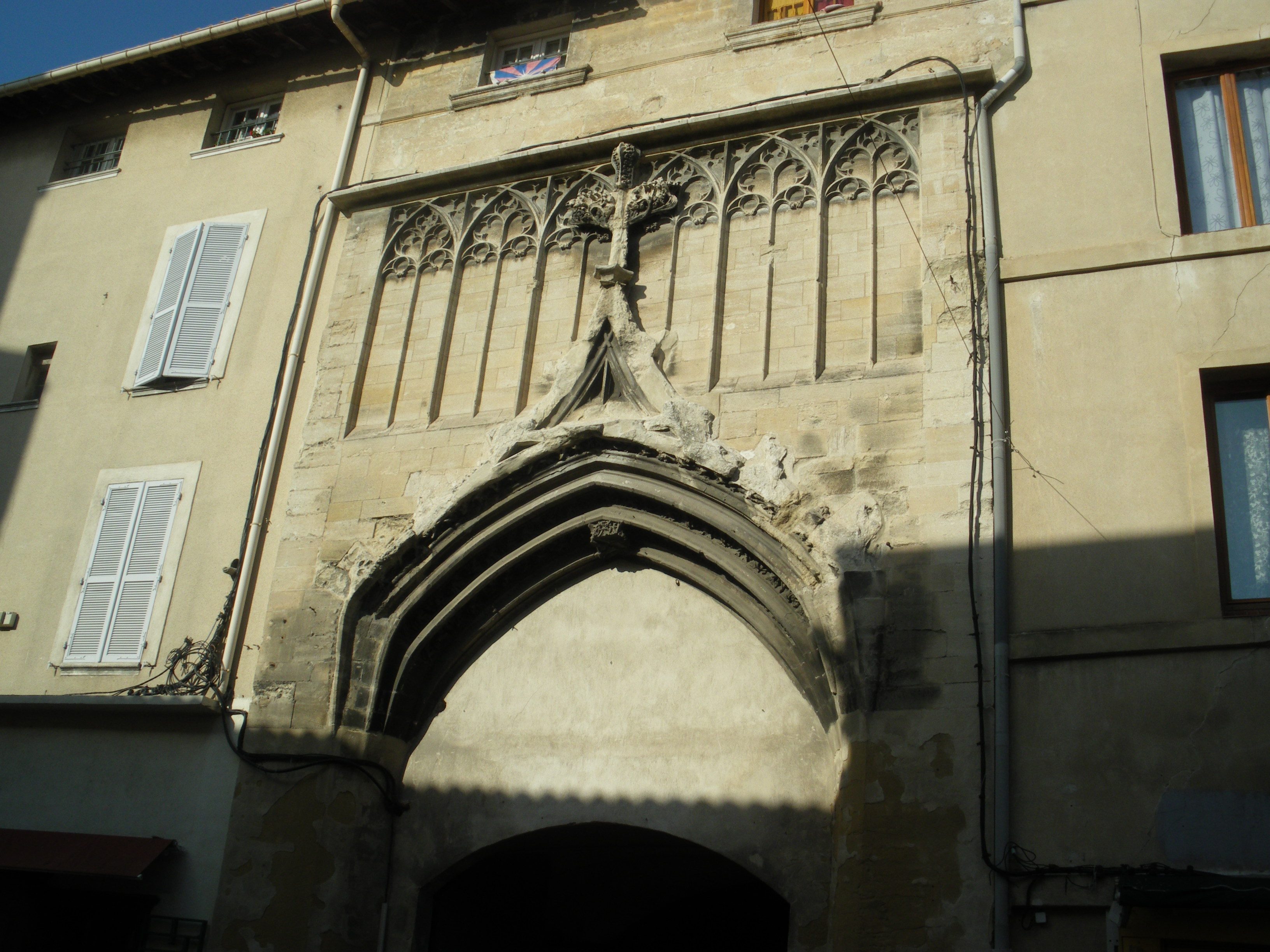
Façade gothique de l'ancien couvent des carmes